# Ildikó Farkasinszky-Bóbis
Pour les articles homonymes, voir Ildikó.
Dans le nom hongrois Farkasinszky-Bóbis Ildikó, le nom de famille précède le prénom, mais cet article utilise l’ordre habituel en français Ildikó Farkasinszky-Bóbis, où le prénom précède le nom.
Ildikó Farkasinszky-Bóbis (née le 5 septembre 1945 à Budapest) est une escrimeuse hongroise pratiquant le fleuret.
Elle a gagné trois médailles d’argent et une médaille de bronze aux Jeux olympiques entre 1968 et 1976. Aux championnats du monde, elle obtient trois médailles d’or, quatre médailles d’argent et deux médailles de bronze.
Elle est la fille du lutteur Gyula Bóbis.

## Palmarès
- Jeux olympiques d'été
  -  Médaille d'argent par équipes aux Jeux olympiques d'été de 1968 à Mexico
  -  Médaille d'argent par équipes aux Jeux olympiques d'été de 1972 à Munich
  -  Médaille d'argent en individuel aux Jeux olympiques d'été de 1972 à Munich
  -  Médaille de bronze au fleuret par équipe aux Jeux olympiques d'été de 1976 à Montréal

- Championnats du monde
  -  Médaille d'or par équipes aux championnats du monde 1967 à Montréal
  -  Médaille d'or par équipes aux championnats du monde 1973 à Göteborg
  -  Médaille d'or en individuel aux championnats du monde 1974 à Grenoble
  -  Médaille d'argent par équipes aux championnats du monde 1966 à Moscou
  -  Médaille d'argent par équipes aux championnats du monde 1971 à Vienne
  -  Médaille d'argent par équipes aux championnats du monde 1974 à Grenoble
  -  Médaille d'argent par équipes aux championnats du monde 1975 à Budapest
  -  Médaille de bronze en individuel aux championnats du monde 1967 à Montréal
  -  Médaille de bronze en individuel aux championnats du monde 1975 à Budapest